# Lokomotiva 799
Lokomotiva řady 799 je malá dvouzdrojová lokomotiva sloužící k posunu v lokomotivních depech. Jde o vozidlo postavené na základu starších lokomotiv řad 700, 701 a 702. Příbuznou je akumulátorová lokomotiva řady 199, postrádající spalovací motor. Obě řady byly vyráběny mezi lety 1992 a 2000.

## Vznik
Po změně poměrů v roce 1989 se začaly čím dál více ozývat hlasy, volající po zefektivnění nejlehčí posunovací služby. Stále používané řady 700-703 již začaly být zastaralé (první prototyp vyroben již roku 1957) a nově vyrobené lokomotivy řady 704 se zdály být naopak příliš výkonné na tuto práci. Jako nejvhodnější řešení byla shledána varianta stavby nové dvouzdrojové lokomotivy (schopné provozu jak pomocí spalovacího motoru, tak na baterii), využívající rámu a pojezdu původních lokomotiv. Alternativně bylo navrhováno vyrobit lokomotivu čistě akumulátorovou. Prototypové přestavby byly zahájeny roku 1992 a probíhaly souběžně ve obou variantách - české depo v Jihlavě stavělo dvouzdrojový stroj (nově označený řadou 799), depo Vrútky na Slovensku mělo na starosti výrobu akumulátorové lokomotivy (řada 199). Oba stroje byly podrobeny zkouškám a nově vzniklé ČD nakonec daly přednost univerzálnější variantě představované řadou 799 (sériová výroba akumulátorových lokomotiva později proběhla také, ale pouze pro ŽSR pod řadou 199.4). Výrobu české řady 799 zrealizovala nově vzniklá Jihlavská lokomotivní společnost (dnes CZ LOKO, provozovna Jihlava) a do roku 2000 takto přestavěla 41 kusů.

## Technický popis
Jde o dvouzdrojové hnací vozidlo, které je poháněno buď spalovacím motorem Zetor Z 5801 o výkonu 37 kW při 1 800 ot./min. pomocí elektrického přenosu výkonu přes třífázový trakční alternátor MEZ A 225 M 04, nebo elektrickým proudem z akumulátorové baterie Saft Ferak 70 KPM 250 (84 V, 250 Ah). Přenos výkonu na obě dvojkolí je realizován přes pružnou spojku jedním tramvajovým trakčním motorem ČKD TE 022, který pohání nově doplněnou trakční převodovku s převodovým poměrem 22,7. Na spojce je uložena čelisťová bubnová brzda s pružinovým střadačem a odbrzďovacím elektromagnetem ČKD LA 20. Maximální rychlost je omezena na 10 km/h, popřípadě na 5 km/h při jízdě v akumulátorovém režimu, což dostačuje k zabezpečení posunu např. v okolí lokomotivních remíz či na točnách. V provozu se jim podle továrního označení ADL (akumulátorová a dieselelektrická lokomotiva) přezdívá Adéla.

## Využití
Od počátku provozu jsou lokomotivy využívány k posunu v areálech především velkých lokomotivních dep, kde je potřeba často manipulovat s odstavenými lokomotivami (při údržbě či opravách). Mezi největší provozovatele patří depa na hlavním železničním koridoru, např. Česká Třebová, Ústí nad Labem, Ostrava a další.
V roce 2010 bylo přestavěno a k řadě 799 přiřazeno i bývalé posunovadlo Apolo 02 (796.502), vyrobené firmou MTH Hradec Králové v roce 1992. Dnes nese označení 799.042.